# Ōtsu-e

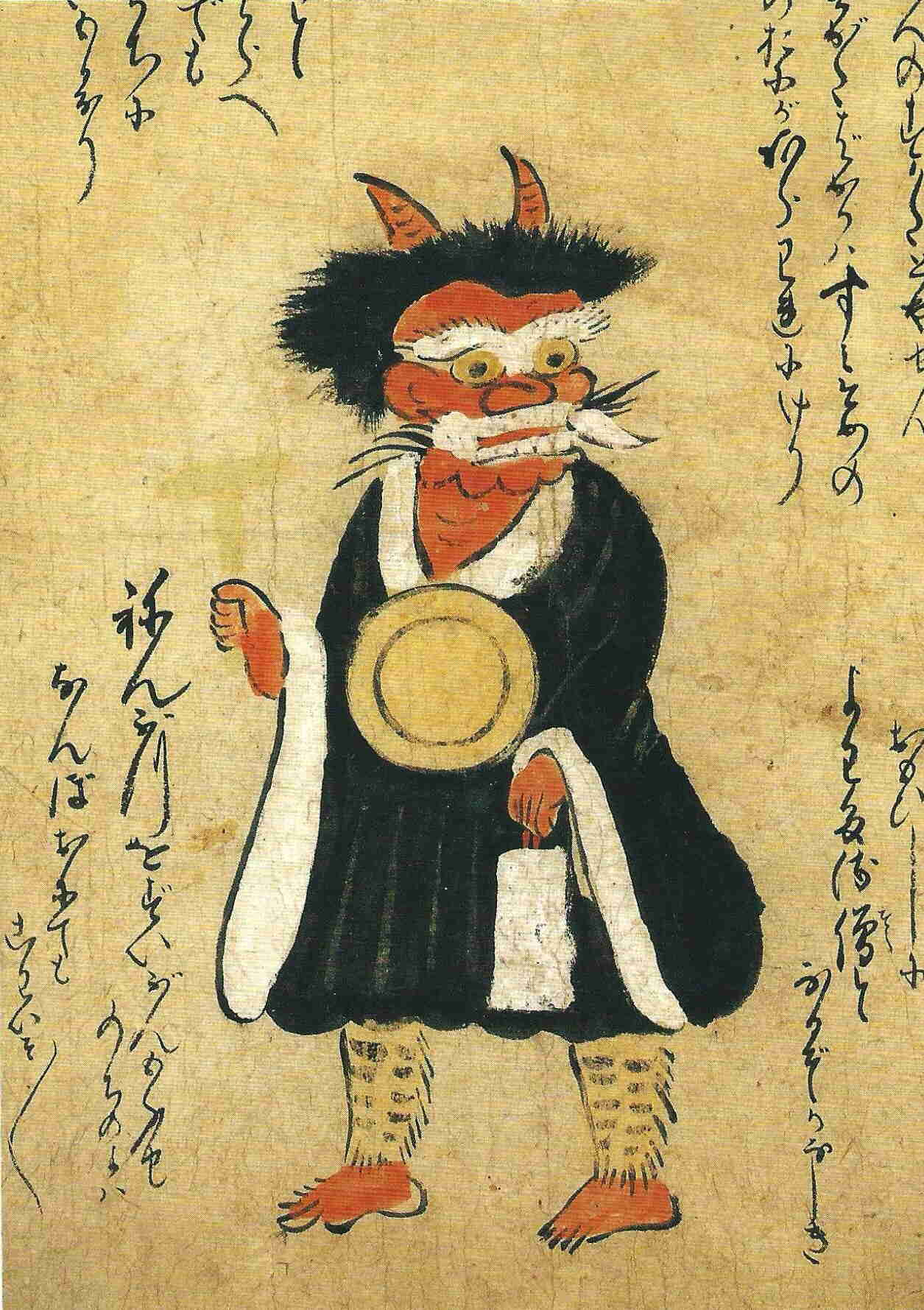
„Teufel als Buddha“

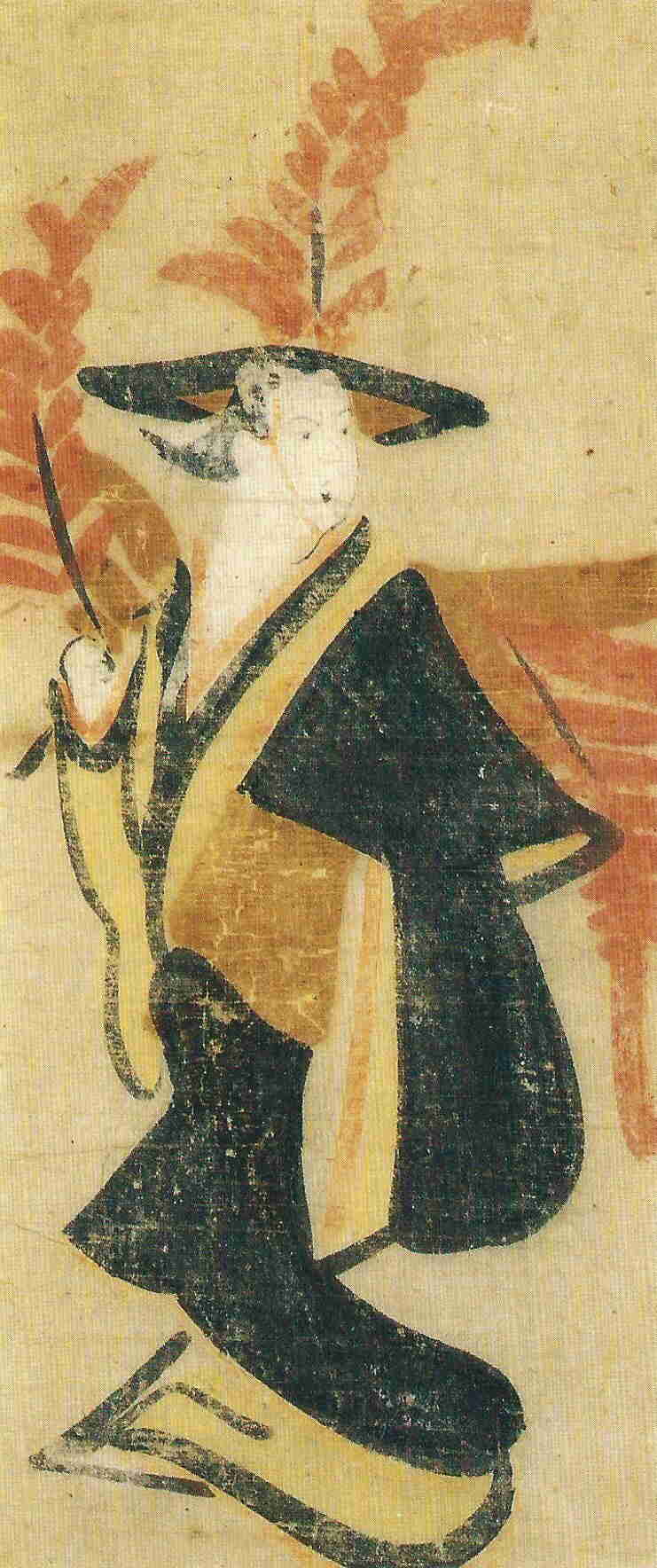
„Das Wisterien-Fräulein“

Ōtsu-e (japanisch 大津絵) sind schlichte Farbholzschnitte oder Malereien auf Papier mit buddhistischen oder humoristischen Motiven, die in der Edo-Zeit in der Stadt Ōtsu verkauft wurden.
Ōtsu am Biwa-See war die letzte Station der Überlandstraßen Tōkaidō und Nakasendō, bevor die Hauptstadt Kyōto erreicht wurde, bzw. die erste Station nach Kyōto. Daher hießen die Bilder auch „Bilder von der Straßenabzweigung“ (道分絵, michiwake-e). Eine Attraktion in Ōtsu war und ist der Tempel Mii-dera, der auch in den Acht Ansichten des Biwa-Sees gewürdigt wird. Ōtsu war also entsprechend stark von Reisenden frequentiert, die die Ōtsu-e als Heiligenbilder oder einfach als Andenken mitnahmen.
Es ist nicht bekannt, seit wann es diese Bilder gibt, Hishikawa Moronobu weist jedenfalls in einer Beschreibung der Gegend um 1690 auf sie hin. Unter den Bildern mit buddhistischen Inhalten war der „Blaue Kongō“ populär, der von den Anhängern des Volksglaubens Kōshin (庚申) verehrt wurde. Unter den weltlich-humoristischen Bildern waren der „Teufel [Oni] als Buddha“ und das „Wisterien-Fräulein“ besonders beliebt.
Wie die Beispiele zeigen, ist für die Ōtsu-Bilder die Farbgestaltung in Schwarz, Braun, Rot, zu der gelegentlich auch Weiß kommt, auf gelbgetöntem Papier typisch. Die Abmessungen betragen 30–50 cm (Höhe) und 25–35 cm (Breite).
Unter den Bildern finden sich:
- Bilder mit buddhistischen Darstellungen
  - Amidha Buddha (阿弥陀仏, Amida butsu)
  - Dreizehn Buddhas (十三仏, jūsan butsu)
  - Blauer Kongō (青面金剛, Shōmen kongō)
  - Tausendarmige Kannon (千手観音, senju Kannon)
  - Acala-Wächtergottheit (不動明王)
- Weltliche Bilder
  - Teufel (Oni) als Buddha-Verkörperung
  - Wisteriendame
  - Donner-Fürst, der seine eigene Trommel fallen ließ
  - Lesende Frau
  - Schirm tragende Frau
  - Lampe und Angelkorb Tragender
  - Falkner
  - Benkei mit Langschwert
  - Katze und Maus
  - u. v. a.

## Galerie

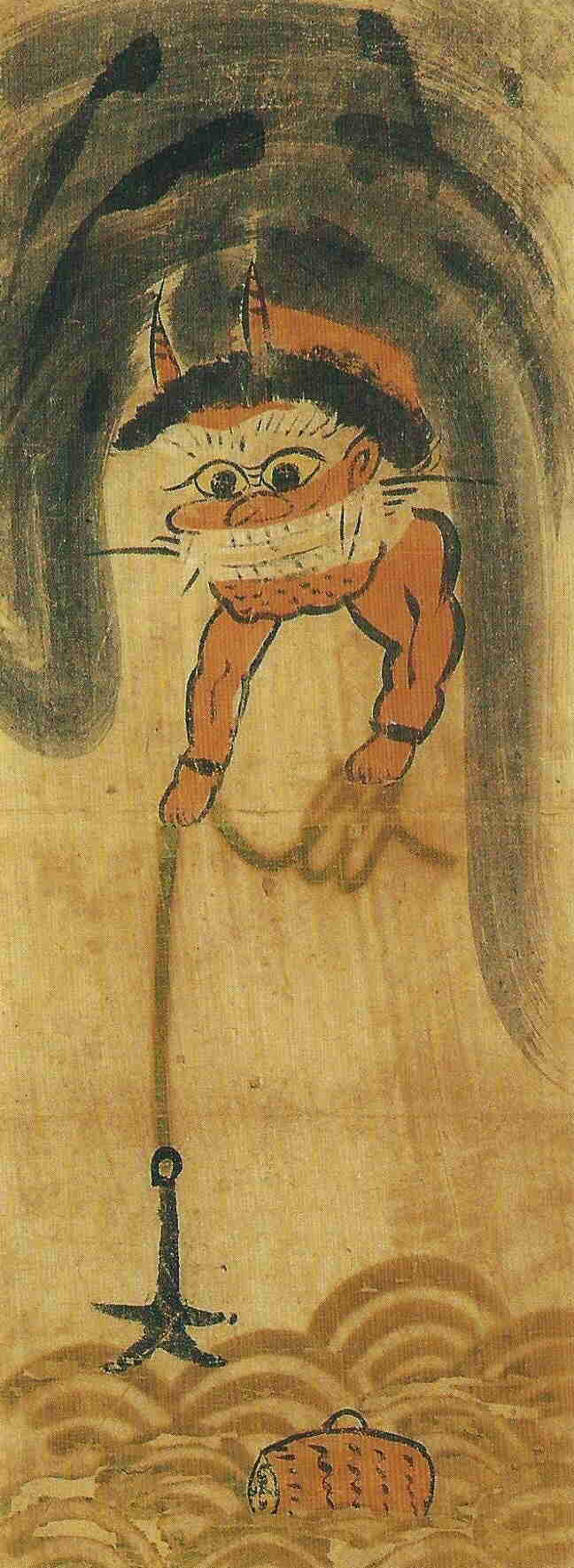
Donner-Fürst
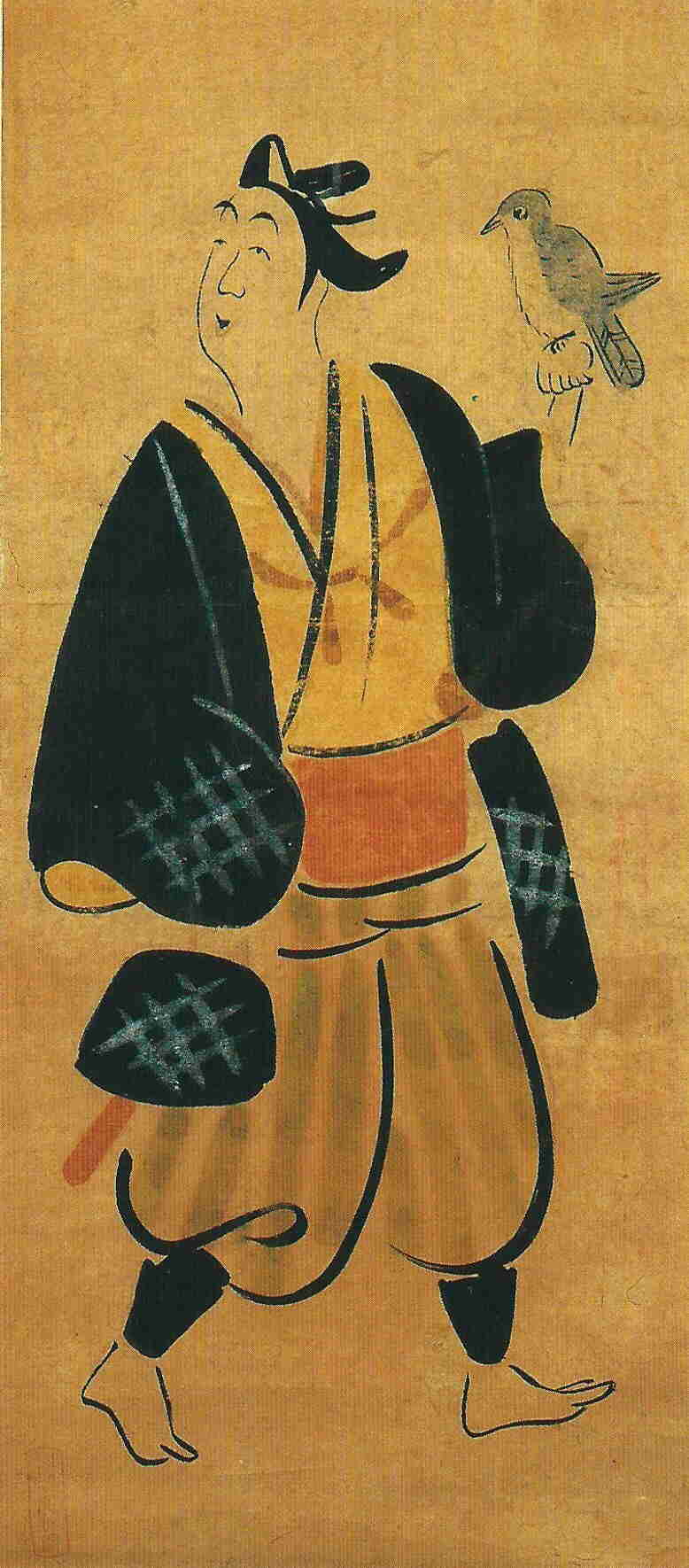
Falkner
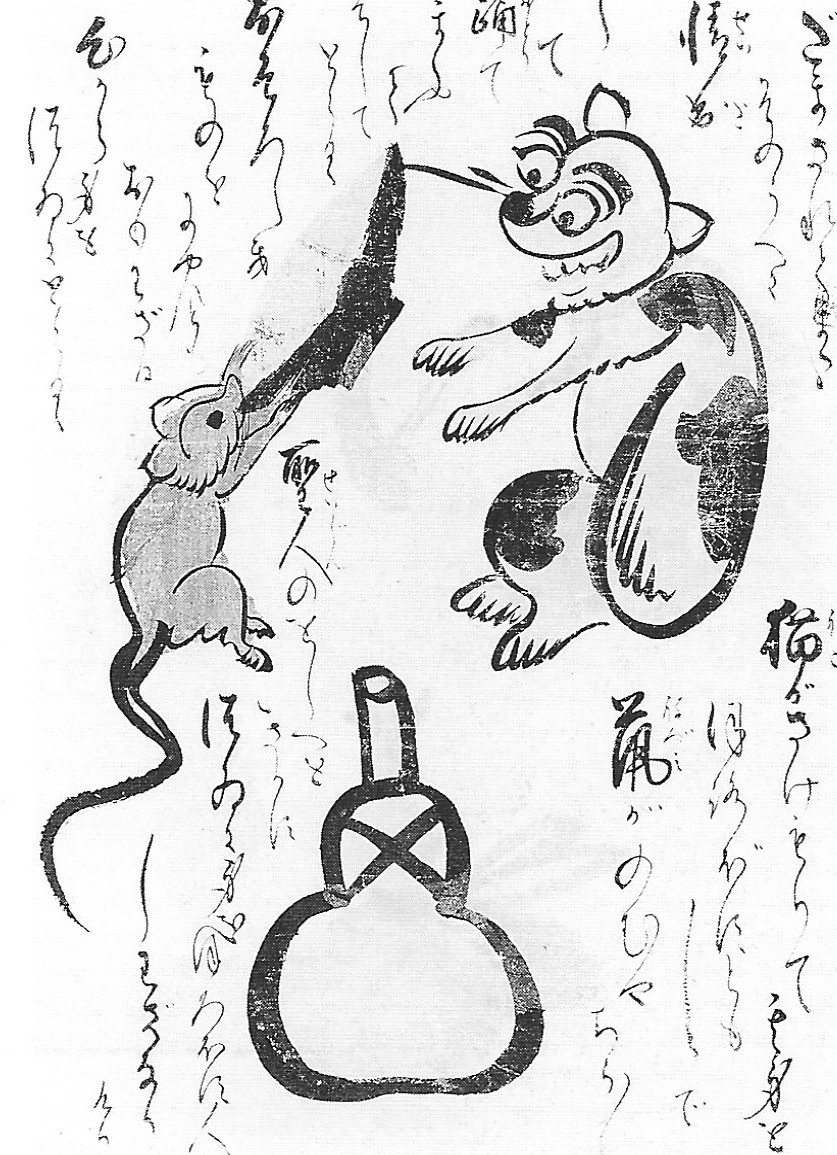
Katze und Maus
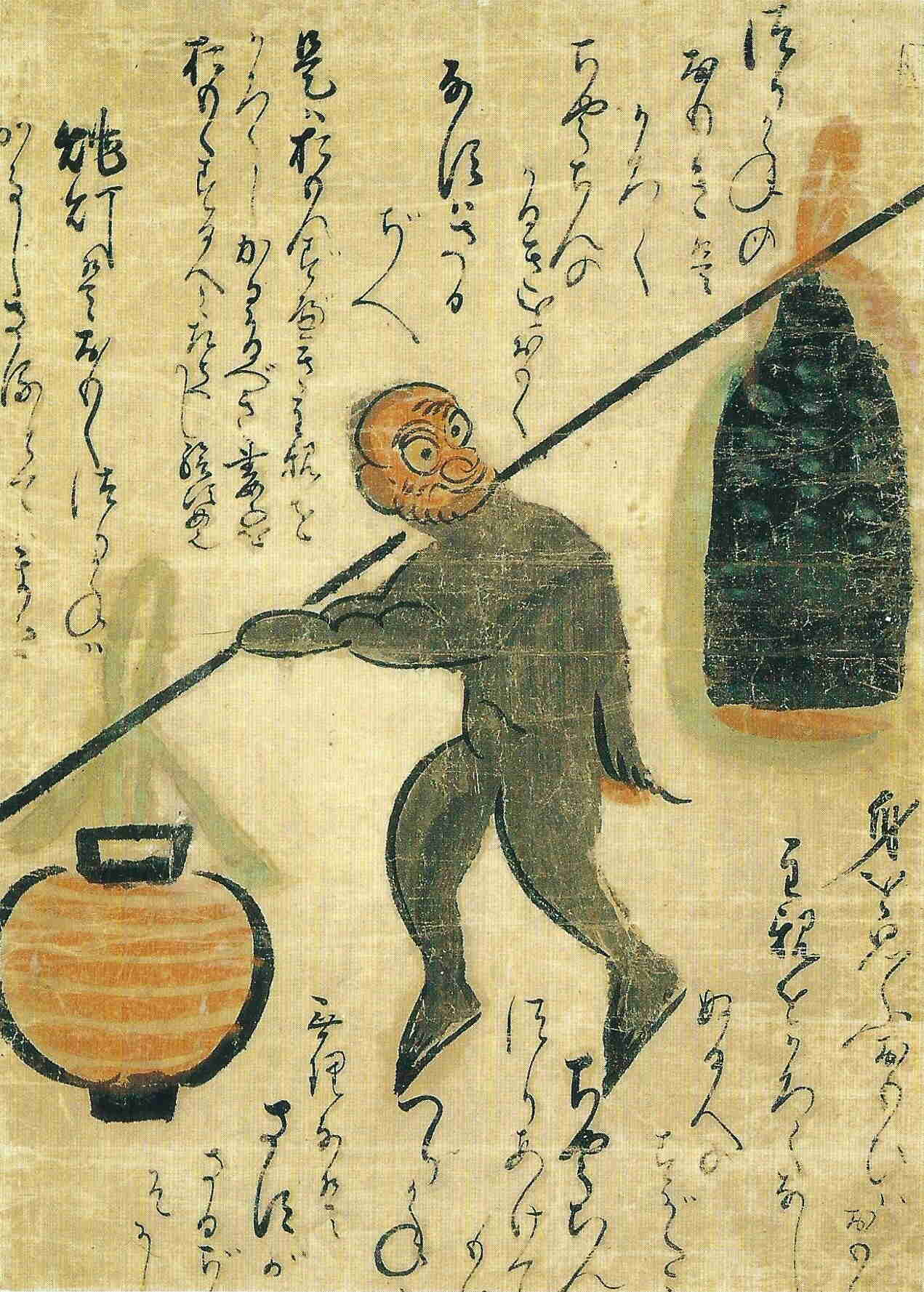
Laterne und Glocke
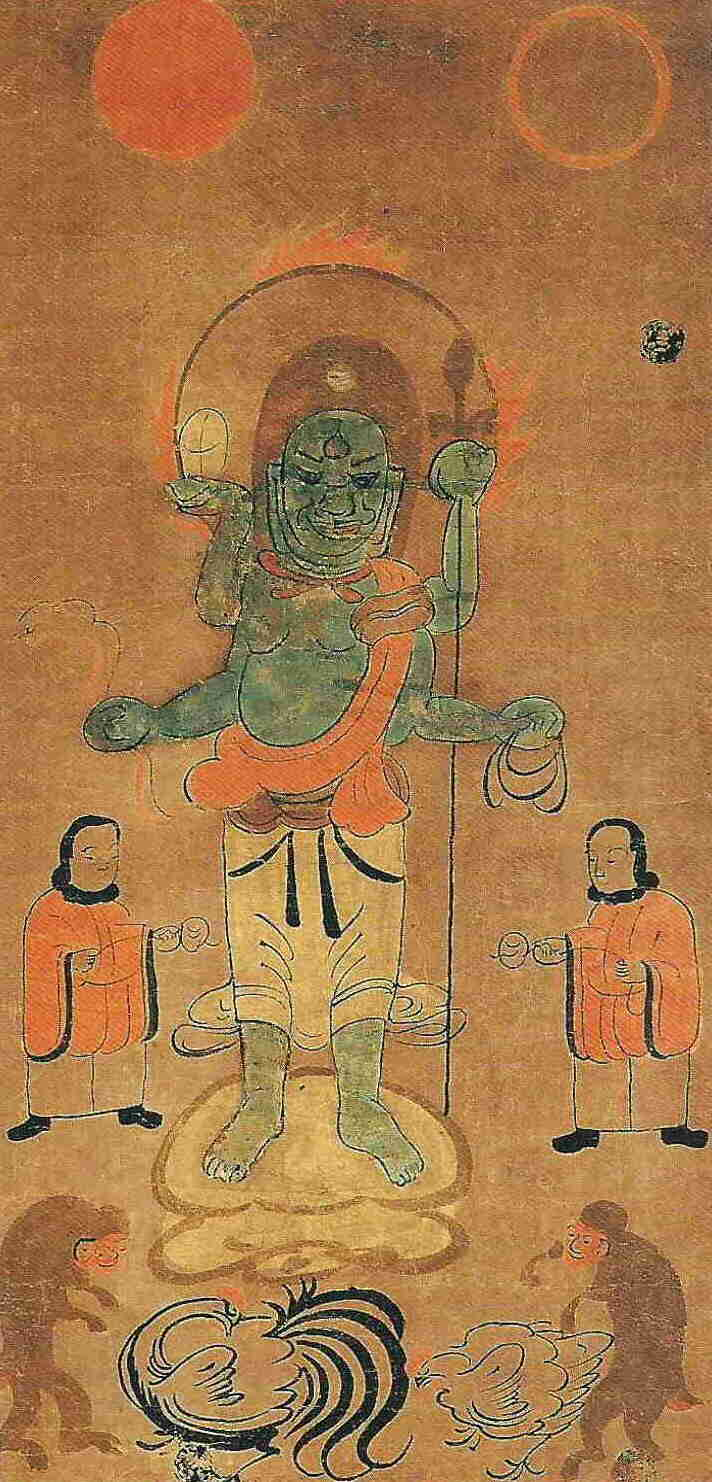
Blauer Kongō